# We Are Born of Stars
We Are Born of Stars – japoński film z 1985 na podstawie scenariusza Romana Kroitora. Pierwszy film w technologii IMAX 3D.